# 662

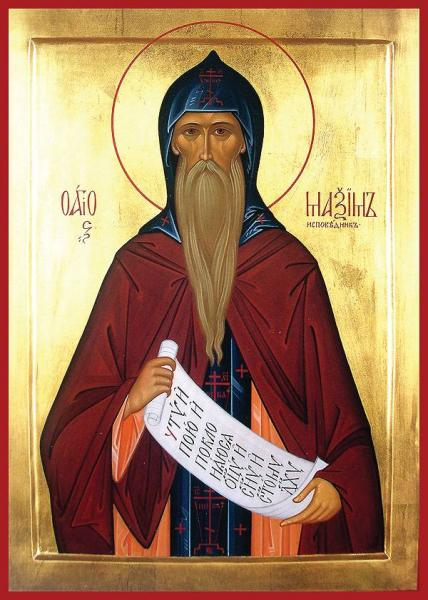
Icoon van Maximus Confessor (580 - 662)

Het jaar 662 is het 62e jaar in de 7e eeuw volgens de christelijke jaartelling.

## Gebeurtenissen

### Byzantijnse Rijk
- Keizer Constans II vestigt zijn Byzantijns hoofdkwartier permanent in Syracuse (Sicilië). Hij leidt van hieruit de militaire campagne tegen de Longobarden in Italië en ontvangt de ambassadeurs van verschillende landen.

### Europa
- Koning Chlotharius III van Neustrië en Bourgondië laat na het overlijden van Childebert de Geadopteerde (onder dwang van de Austrasische adel) zijn minderjarige broer Childerik II uitroepen tot koning van Austrasië.
- Grimoald I, hertog van Benevento, wordt koning van de Longobarden. Hij verslaat de Franken die Noord-Italië zijn binnengevallen en probeert tijdens zijn bewind het arianisme te herstellen.

### Azië
- Tamna, het koninkrijk dat het eiland Jeju beheerst, wordt een protectoraat van Silla. Na een zware nederlaag ziet Japan af van verdere interventie in Korea.

## Religie
- 13 augustus - Maximus Confessor, Byzantijns theoloog, overlijdt in Lazica (huidige Georgië) na zware folteringen in ballingschap.

## Geboren
- Rui Zong, keizer van het Chinese Keizerrijk (overleden 716)
- Rumwold, Angelsaksisch prins en heilige

## Overleden
- Childebert de Geadopteerde, koning van Austrasië
- Grimoald I, hofmeier van Austrasië (of 657)
- 13 augustus - Maximus Confessor (82), Byzantijns theoloog
- Rumwold, Angelsaksisch prins en heilige